# Stad (gemeente)
Stad is een gemeente in de Noorse provincie Vestland. De gemeente ontstond per 1 januari 2020 uit de fusie van de vroegere gemeenten Selje en  Eid aangevuld met een deel van de vroegere gemeente Vågsøy in de voormalige provincie Sogn og Fjordane. De naam van de nieuwe gemeente verwijst naar het schiereiland Stad, waarop de gemeente ligt. Stad telt ruim 9.000 inwoners (2019).
Alver ·  Askvol · Askøy · Aurland · Austevoll · Austrheim · Bergen · Bjørnafjorden · Bremanger · Bømlo · Eidfjord · Etne · Fedje · Fitjar · Fjaler · Gloppen · Gulen · Hyllestad · Høyanger · Kinn · Kvam · Kvinnherad · Luster · Lærdal · Masfjorden · Modalen · Osterøy · Samnanger · Sogndal · Solund · Stad · Stord · Stryn · Sunnfjord · Sveio · Tysnes · Ullensvang · Ulvik · Vaksdal · Vik · Voss · Øygarden · Årdal

Fylker van Noorwegen